# Parajubaea torallyi
Parajubaea torallyi är en enhjärtbladig växtart som först beskrevs av Carl Friedrich Philipp von Martius, och fick sitt nu gällande namn av Karl Ewald Maximilian Burret. Parajubaea torallyi ingår i släktet Parajubaea och familjen Arecaceae. IUCN kategoriserar arten globalt som starkt hotad.
Artens utbredningsområde är Bolivia.

## Underarter
Arten delas in i följande underarter:
- P. t. microcarpa
- P. t. torallyi

## Bildgalleri

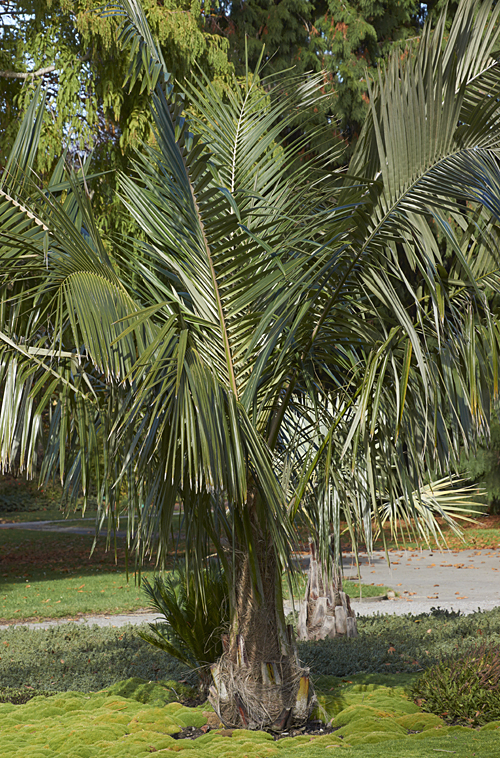
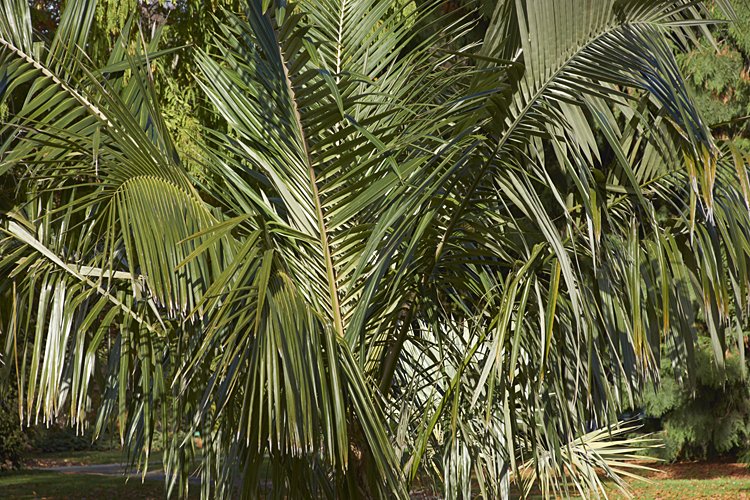